# Мароховский, Георгий Васильевич
Георгий Васильевич Мароховский (род. 1945) — российский писатель-этнограф, журналист, публицист, поэт, автор книг, очерков и статей о народной эстетике восточных славян, член Союза журналистов России, член Союза писателей России, имеет воинское звание полковника.
В разное время работал в экспедициях на Колыме, Камчатке, Кольском полуострове. В 70-х годах — член учёного совета Этнографической и Краеведческой комиссий, начальник Кольской, Брянской, затем Среднерусской этнографических экспедиций, изучавших традиционную культуру народов России — фольклор, архитектуру народного жилища и декоративно-прикладное искусство сельских поселений Европейской части России. В 1970 г. избран действительным членом Географического общества Академии наук Союза ССР.
Результатом экспедиций явились книги и историко-бытовые циклы «Красна изба углами», «По следам народного искусства», «Родословная нечистой силы», «У семи околиц русской деревни», «От рождества до тризны», «Русские женщины 100, 200, 300 лет назад», «От знакомства до золотой свадьбы. Любовь в народной культуре и изобразительном искусстве XIX—XX вв.» и др., а также многие очерки и статьи.
Одна из заслуг Г. В. Мароховского в том, что он положил начало серьезному этнографическому изучению Брянского края, поставил ряд проблемных вопросов по происхождению и развитию домовой резьбы.
С 1989 г. — военный корреспондент, политический обозреватель «Российской газеты», главный редактор «Российской курортной газеты».